# Y Lacertae
Y Lacertae är en pulserande variabel  av Delta Cephei-typ (DCEP) i stjärnbilden Ödlan.
Stjärnan varierar mellan visuell magnitud +8,76 och 9,5 med en period av 4,323776 dygn.